# Симфонічний оркестр NHK
Симфонічний оркестр NHK (NHK交響楽団 NHK Kōkyō Gakudan) — радіоансамбль японського суспільного мовника NHK, що базується в Токіо. Оркестр дає регулярні концерти в концертних залах NHK Hall, Suntory Hall і Tokyo Opera City Concert Hall.
Оркестр почав працювати як Новий симфонічний оркестр 5 жовтня 1926 року і був першим професійним симфонічним оркестром країни. Пізніше він змінив назву на Японський симфонічний оркестр. У 1951 році, увійшовши до складу національної телерадіокомпанії NHK, оркестр отримав свою нинішню назву.
Нинішніми постійними диригентами оркестру є Юзо Тояма (з 1979 року) та Тадаакі Отака (з 2010 року). Герберт Бломстедт — почесний диригент з 1986 року. З 2012 року головним диригентом оркестру є Пааво Ярві.